# Opomyzidae
Opomyzidae là một họ Diptera acalyptrate. Chúng nhìn chung nhỏ, màu vàng hoặc nâu hoặc đen. Ấu trùng loài ruồi trong họ này ăn cỏ, bao gồm cây ngũ cốc, con trưởng thành chủ yếu sống ở môi trường mở. một số loài là loài gây hại nông nghiệp. Đôi khi chúng được đặt trong họ Mydidae.

## Các loài
- Chi Geomyza Fallén, 1810

- G. angustipennis Zetterstedt, 1847
- G. apicalis (Meigen, 1830)
- G. balachowskyi Mesnil, 1934
- G. breviseta Czerny, 1928
- G. hackmani Nartshuk, 1984
- G. hendeli Czerny, 1928
- G. majuscula (Loew, 1864)
- G. nartshukae Carles-Tolrá, 1993
- G. subnigra Drake, 1992
- G. tripunctata Fallén, 1823
- G. venusta (Meigen, 1830)

- Chi Heteromydas Hardy, 1944

- H. bicolor Hardy, 1944

- Chi Opomyza Fallén, 1820

- O. athamus (Séguy, 1928)
- O. florum (Fabricius, 1794)
- O. germinationis (Linnaeus 1758)
- O. limbatus (Williston, 1886)
- O. lineatopunctata von Roser, 1840
- O. petrei Mesnil, 1934
- O. punctata Haliday, 1833
- O. punctella Fallén, 1820
- O. townsendi (Williston, 1898)

Danh sách này không đầy đủ, bạn cũng có thể giúp mở rộng danh sách.

## Xác định
- Drake, C.M. 1993. A review of the British Opomyzidae. British Journal of Entomology and Natural History 6: 159-176.

## Hình ảnh

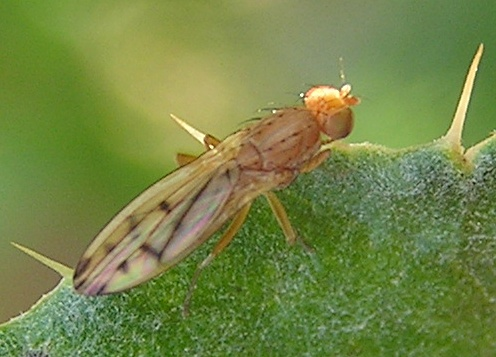
Opomyza florum